# Henschel Typ Bonifacius
Die Tenderlokomotiven Henschel Typ Bonifacius wurden von der Lokomotivfabrik Henschel in Kassel als Industrielokomotiven gebaut. Das älteste bekannte Exemplar stammt aus dem Jahr 1876 und die Lokomotiven wurden in dieser Form bis 1911 gefertigt.
Ab 1914 gab es die Bauform 1914 mit geänderten Parametern, von der eine Lokomotive später zur Deutschen Reichsbahn kam und dort die Nummer 98 5901 erhielt. Sie wurde als letzte bekannte Lokomotive der Typenreihe nach 1956 ausgemustert. Insgesamt wurden ungefähr 40 Lokomotiven gefertigt.
Ihr Einsatzgebiet waren besonders Werkbahnen, zudem sind Einsätze bei Privatbahnen wie auf der Bahnstrecke Annaburg–Prettin bekannt. Es ist keine Lokomotive erhalten geblieben.

## Geschichte und Technik
Die älteste bekannte Lokomotive stammt mit der Fabriknummer Henschel 883 von 1876. Sie wurde an die Zeche Bonifacius in Essen geliefert. Daher der Typenname der Serie.
Bei den Zechen in Nordrhein-Westfalen sind insgesamt 39 Lokomotiven bekannt, die zwischen 1876 und 1911 hergestellt wurden.
Eine 1914 für eine Zuckerfabrik in Guhrau hergestellte und nach 1945 bei der Deutschen Reichsbahn verbliebene Lokomotive besaß gegenüber der Ursprungsausführung geänderte technische Daten.
Letztmals stand diese Typenreihe 1936 im Sonderkatalog von Henschel. Sie galt als eine gelungene Konstruktion, war sparsam und robust.
Die Lokomotiven besaßen einen Innenrahmen mit in den Rahmenwangen eingenietetem Wasserkasten. Im hinteren Teil waren die Rahmenplatten mit Aussparungen zur Gewichtseinsparung versehen. Die beiden Radsätze, von denen der hintere der Treibradsatz war, waren durch Blattfedern oberhalb der Achslager abgefedert. Beidseitig vom Kessel waren zwei kleinere Kohlenkästen vor dem Führerhaus für ursprünglich 0,5 t Kohle vorhanden. Die ersten gelieferten Lokomotiven hatten Stephenson-Steuerung, die später gebauten eine Steuerung der Bauart Allan.
Der Kessel mit einem Betriebsdruck von 12 bar bestand aus einem Schuss und trug vorn den Dampfdom mit einem Flachschieberregler. Der mit dem Langkessel vernietete Stehkessel besaß eine Feuerbüchse aus Kupfer. Die ersten Lokomotiven besaßen zwei Federwaag-Sicherheitsventile, die späteren Lieferungen eines der Bauart Ramsbotton unmittelbar vor dem Führerhaus. Die Rauchkammer war sehr kurz und trug einen langen, konischen Schornstein. Gespeist wurde der Kessel von zwei Strahlpumpen.
Das mit Seitenfenstern versehene Führerhaus besaß ein gering gewölbtes Dach und ursprünglich eine gerade Rückwand. Erst später erhielt es eine untere Abschrägung. Die Lokomotiven waren mit Handbremse ausgerüstet und erhielten bei Umbauten indirekte Bremsen von Knorr. Ursprünglich war nur die hintere Achse einseitig abgebremst, später wurden beide Radsätze einseitig gebremst. Ebenfalls bei Umbauten erhielten sie auf dem Kesselscheitel einen Sandstreuer, durch den beide Räder von innen besandet werden konnten. Auf dem Führerhaus war eine Dampfpfeife und vor dem Schornstein ein Läutewerk angeordnet. Die Beleuchtung war, wenn vorhanden, eine einfache Petroleumlampe.

## Einsatz

### Nordrhein-Westfalen
Bei den Werkbahnen der Kohlewerke im heutigen Nordrhein-Westfalen sind 39 Lokomotiven bekannt, wobei an die Zeche Diergardt in Duisburg mit der Fabriknummer Henschel 10679 die letzte Lokomotive 1911 geliefert wurde. Die ersten Lokomotiven wurden 1929 außer Dienst gestellt, bei der aus dem Jahr 1877 stammenden und an die Zeche Constantin der Große in Bochum gelieferte Lokomotive Henschel 920 erfolgte die Ausmusterung erst 1940. Eine Lokomotive der Typenreihe ist nicht erhalten.

### Kleinbahnabteilung des Provinzialverbandes Sachsen
Die Lokomotive mit der Fabriknummer Henschel 12952 entstand 1914 mit geänderten Parametern und wurde an die Zuckerfabrik in Guhrau geliefert. Zu einem nicht bekannten Zeitraum wurde die Lok vom Provinzialverband Sachsen übernommen und mit der Inventarnummer 180 versehen. Bekannt sind Einsätze bei der Bahnstrecke Annaburg–Prettin.

### DR 98 5901
Nach dem Zweiten Weltkrieg wurde die Lokomotive im Bereich der Sowjetischen Besatzungszone vorgefunden und erhielt 1949 von der Deutschen Reichsbahn die Betriebsnummer 98 5901.
Aufgrund ihrer geringen Leistung konnte sie nur im leichten Rangierdienst verwendet werden. Sie war 1950 in Falkenberg, 1953 in Bitterfeld und danach im Betriebswerk Leipzig Bayerischer Bahnhof beheimatet. 1956 wurde sie an einen Betrieb für landwirtschaftliche Erzeugnisse in Torgau verkauft. Der weitere Verbleib ist nicht bekannt.